# Henrik Stehlik
Henrik Stehlik (Salzgitter, 29 dicembre 1980) è un ginnasta tedesco vincitore della medaglia di bronzo nel trampolino elastico ai Giochi olimpici di Atene 2004.

## Biografia
Vincitore di numerose manifestazioni internazionali a partire dal 1999, ha partecipato a tre edizioni consecutive dei Giochi olimpici vincendo una medaglia di bronzo nell'edizione tenuta ad Atene 2004, vittoria con cui fu premiato in Germania nel 2005 con il lauro d'argento e premiato come Niedersachsens Sportler des Jahres (Sportivo dell'anno della Bassa Sassonia). Ha fatto parte del Comitato Olimpico Tedesco.

## Palmarès
| Anno | Manifestazione  | Sede            | Evento             | Risultato | Prestazione | Note |
| ---- | --------------- | --------------- | ------------------ | --------- | ----------- | ---- |
| 1999 | Mondiali        | Sun City        | Trampolino squadre | Argento   | 115.70      |      |
| 2001 | Mondiali        | Odense          | Trampolino sincro  | Argento   | 50.80       |      |
| 2001 | Mondiali        | Odense          | Trampolino squadre | Argento   | 121.20      |      |
| 2002 | Europei         | San Pietroburgo | Trampolino sincro  | Oro       |             |      |
| 2003 | Mondiali        | Hannover        | Trampolino         | Oro       | 41.50       |      |
| 2003 | Mondiali        | Hannover        | Trampolino squadre | Oro       | 120.80      |      |
| 2004 | Giochi olimpici | Sydney          | Trampolino         | Bronzo    | 40.80       |      |
| 2004 | Europei         | Sofia           | Trampolino squadre | Oro       | -           |      |
| 2005 | Giochi mondiali | Duisburg        | Trampolino sincro  | Oro       | -           |      |
| 2006 | Europei         | Metz            | Trampolino squadre | Oro       | 116.10      |      |
| 2008 | Giochi olimpici | Pechino         | Trampolino         | 16º (q)   | 64.60       |      |
| 2012 | Giochi olimpici | Londra          | Trampolino         | 9º (q)    | 106.065     |      |

## Coppe e meeting internazionali
2000
- Bronzo in Coppa del Mondo ( Dessau), trampolino